# Nymphalis binaria
Nymphalis binaria är en fjärilsart som beskrevs av Curt Eisner 1966. Nymphalis binaria ingår i släktet Nymphalis och familjen praktfjärilar. Inga underarter finns listade i Catalogue of Life.